# Armadillidium justi
Armadillidium justi är en kräftdjursart som beskrevs av Hans Strouhal 1937. Armadillidium justi ingår i släktet Armadillidium och familjen klotgråsuggor.

## Underarter
Arten delas in i följande underarter:
- A. j. lobatum
- A. j. justi